# Cape Liddon
Cape Liddon är en udde i Kanada.   Den ligger i territoriet Nunavut, i den nordöstra delen av landet, 3 300 km norr om huvudstaden Ottawa.
Terrängen inåt land är huvudsakligen kuperad, men åt nordost är den platt. Havet är nära Cape Liddon åt sydost. Trakten är glest befolkad. Det finns inga samhällen i närheten. 